# E-Prix di Parigi 2016
L'E-Prix di Parigi 2016 è stata la settima tappa del secondo campionato mondiale di Formula E. La gara si è svolta tra le strade del centro di Parigi.

## Prima della gara

### Fanboost
Il fanboost è stato vinto da Jean-Éric Vergne, Loïc Duval e Sébastien Buemi.

### Piloti
Il Team Aguri ha annunciato che il messicano Salvador Durán è stato sostituito dal cinese Ma Qinghua.

## Risultati

### Qualifiche
| Pos.                        | Nº | Pilota                 | Team                      | Q1       | Q2       | Griglia |
| --------------------------- | -- | ---------------------- | ------------------------- | -------- | -------- | ------- |
| 1                           | 2  | Sam Bird               | DS Virgin Racing          | 1:01.514 | 1:01.616 | 1       |
| 2                           | 11 | Lucas Di Grassi        | ABT Schaeffler Audi Sport | 1:02.249 | 1:01.932 | 2       |
| 3                           | 25 | Jean-Éric Vergne       | DS Virgin Racing          | 1:01.770 | 1:01.993 | 3       |
| 4                           | 4  | Stéphane Sarrazin      | Venturi                   | 1:02.148 | 1:02.550 | 4       |
| 5                           | 8  | Nicolas Prost          | Renault e.Dams            | 1:02.339 | 1:02.709 | 5       |
| 6                           | 27 | Robin Frijns           | Andretti                  | 1:02.405 |          | 6       |
| 7                           | 88 | Oliver Turvey          | NEXTEV TCR                | 1:02.494 |          | 7       |
| 8                           | 9  | Sébastien Buemi        | Renault e.Dams            | 1:02.661 |          | 8       |
| 9                           | 1  | Nelson Piquet Jr.      | NEXTEV TCR                | 1:02.685 |          | 9       |
| 10                          | 55 | António Félix da Costa | Team Aguri                | 1:02.747 |          | 10      |
| 11                          | 7  | Jérôme d'Ambrosio      | Dragon Racing             | 1:02.797 |          | 11      |
| 12                          | 28 | Simona de Silvestro    | Andretti                  | 1:02.888 |          | 12      |
| 13                          | 21 | Bruno Senna            | Mahindra Racing           | 1:02.915 |          | 13      |
| 14                          | 66 | Daniel Abt             | ABT Schaeffler Audi Sport | 1:03.081 |          | 14      |
| 15                          | 77 | Ma Qing Hua            | Team Aguri                | 1:03.655 |          | 15      |
| 16                          | 6  | Loïc Duval             | Dragon Racing             | 1:03.787 |          | 16      |
| 17                          | 12 | Mike Conway            | Venturi                   | 1:04.798 |          | 17      |
| Tempo limite 107%: 1:05.820 |    |                        |                           |          |          |         |
| 18                          | 23 | Nick Heidfeld          | Mahindra Racing           | 1:11.853 |          | 18      |

### Gara
| Pos.   | Nº | Pilota                 | Team                      | Giri | Tempo/Ritiro | Griglia | Punti |
| ------ | -- | ---------------------- | ------------------------- | ---- | ------------ | ------- | ----- |
| 1      | 11 | Lucas Di Grassi        | ABT Schaeffler Audi Sport | 45   | 52:40.324    | 2       | 25    |
| 2      | 25 | Jean-Éric Vergne       | DS Virgin Racing          | 45   | +0.853       | 3       | 18    |
| 3      | 9  | Sébastien Buemi        | Renault e.Dams            | 45   | +1.616       | 8       | 15    |
| 4      | 8  | Nicolas Prost          | Renault e.Dams            | 45   | +2.142       | 5       | 12    |
| 5      | 4  | Stéphane Sarrazin      | Venturi                   | 45   | +3.044       | 4       | 10    |
| 6      | 2  | Sam Bird               | DS Virgin Racing          | 45   | +3.856       | 1       | 11    |
| 7      | 27 | Robin Frijns           | Andretti                  | 45   | +5.141       | 6       | 6     |
| 8      | 55 | António Félix da Costa | Team Aguri                | 45   | +7.000       | 10      | 4     |
| 9      | 21 | Bruno Senna            | Mahindra Racing           | 45   | +8.433       | 13      | 2     |
| 10     | 66 | Daniel Abt             | ABT Schaeffler Audi Sport | 45   | +9.479       | 14      | 1     |
| 11     | 7  | Jérôme d'Ambrosio      | Dragon Racing             | 45   | +10.738      | 11      |       |
| 12     | 23 | Nick Heidfeld          | Mahindra Racing           | 45   | +12.453      | 18      | 2     |
| 13     | 88 | Oliver Turvey          | NEXTEV TCR                | 45   | +13.721      | 7       |       |
| 14     | 12 | Mike Conway            | Venturi                   | 45   | +14.833      | 17      |       |
| 15     | 28 | Simona de Silvestro    | Andretti                  | 45   | +16.049      | 12      |       |
| Rit    | 1  | Nelson Piquet Jr.      | NEXTEV TCR                | 39   | Ritirato     | 9       |       |
| Rit    | 77 | Ma Qing Hua            | Team Aguri                | 38   | Incidente    | 15      |       |
| Rit    | 6  | Loïc Duval             | Dragon Racing             | 4    | Ritirato     | 16      |       |
| Fonte: |    |                        |                           |      |              |         |       |

## Classifiche

### Piloti
|  | Pos. | Pilota            | Punti |
|  | ---- | ----------------- | ----- |
|  | 1    | Lucas Di Grassi   | 126   |
|  | 2    | Sébastien Buemi   | 115   |
|  | 3    | Sam Bird          | 82    |
|  | 4    | Jérôme d'Ambrosio | 64    |
|  | 5    | Stéphane Sarrazin | 58    |

### Squadre
|  | Pos | Squadra                   | Punti |
|  | --- | ------------------------- | ----- |
|  | 1   | Renault e.Dams            | 165   |
|  | 2   | ABT Schaeffler Audi Sport | 158   |
|  | 3   | Dragon Racing             | 112   |
|  | 4   | DS Virgin Racing          | 106   |
|  | 5   | Mahindra Racing           | 65    |